# Microsoft Powerpoint
Microsoft Powerpoint är ett presentationsprogram från Microsoft och ingår i programsviten Microsoft Office. Programmet är närmast dominerande för presentationer hos företag.

## Historia
Powerpoint lanserades 1987 av företaget Forethought i Kalifornien i USA för Macintosh. Microsoft köpte samma år upp Forethought som därefter blev Microsofts Graphics Business Unit och som sedermera vidareutvecklade programvaran.

## Versioner
Den här listan är ofullständig, du kan hjälpa till genom att utöka den.
För Microsoft Windows
- 1990 PowerPoint 2.0 för Windows 3.0
- 1992 PowerPoint 3.0 för Windows 3.1
- 1993 PowerPoint 4.0 (Office 4.x)
- 1995 PowerPoint för Windows 95 (version 7.0; Office 95)
- 1997 PowerPoint 97 (version 8.0; Office 97)
- 1999 PowerPoint 2000 (version 9.0; Office 2000) det

- 2001 PowerPoint 2002 (version 10; Office XP)
- 2003 Office PowerPoint 2003 (version 11; Office 2003)
- 2007 Office PowerPoint 2007 (version 12; Office 2007)
- 2010 PowerPoint 2010 (version 14; Office 2010)
- 2013 PowerPoint 2013 (version 15; Office 2013)

För Mac OS Classic
- 1987 PowerPoint 1.0 för Mac OS classic
- 1988 PowerPoint 2.0 för Mac OS classic
- 1992 PowerPoint 3.0 för Mac OS classic
- 1994 PowerPoint 4.0 för Mac OS classic
- 1998 PowerPoint 98 (8.0) för Mac OS classic (Office 1998 for Mac)
- 2000 PowerPoint 2001 (9.0) för Mac OS classic (Office 2001 for Mac)
- 2002 PowerPoint v. X (10.0) för Mac OS (Office:Mac v. X)
- 2004 PowerPoint 2004 (11.0) för Mac OS Office:Mac 2004
- 2008 PowerPoint 2008 (12.0) för Mac OS Microsoft Office 2008 for Mac
- 2010 PowerPoint 2011 (14.0) för Mac OS Microsoft Office 2011 for Mac
- 2013 PowerPoint 2014 (15.0) för Mac OS (Kommer Snart)